# تسطیح منابع

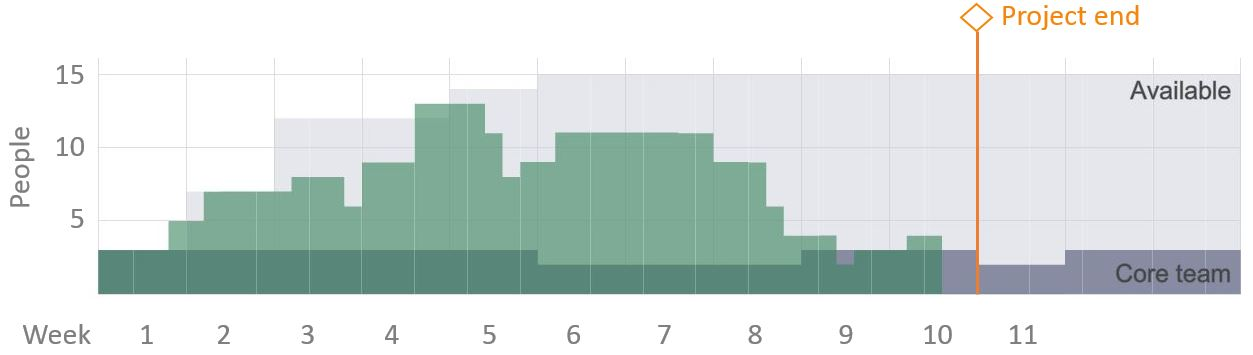
نیمرخ منابع پیش و پس از تسطیح در یک پروژه. محور افقی نشان‌دهنده زمان برحسب هفته و محور قائم نشانگر منابع (تعداد افراد) در پروژه است.

تسطیح منابع (به انگلیسی: Resource Leveling) یک تکنیک کنترل پروژه است که در آن تاریخ‌های شروع و پایان فعالیت‌ها به شیوه‌ای عوض می‌شود که نوسانات منابع در طول پروژه به حداقل برسد و تقاضا با منابع موجود بخواند. بدین ترتیب این حداقل‌سازی را می‌توان با یک مسئله بهینه‌سازی تعریف و حل کرد. این مسئله را می‌توان با سعی و خطا یا روش‌های هیوریستیک حل کرد. راه مؤثرتر استفاده از الگوریتم‌های بهینه‌سازی است. الگوریتم‌های بهینه‌سازی مانند الگوریتم‌های ریاضی و الگوریتم‌های فراابتکاری، مانند الگوریتم ژنتیک یا الگوریتم تبرید شبیه‌سازی‌شده، توانایی حل این مسئله را دارند. الگوریتم‌های ریاضی یا دقیق توانایی بالایی در حل مسائل کوچک دارند، اما با بزرگ شدن ابعاد مسئله استفاده از آنها دشوار می‌شود.

دو فاکتور مهم در تسطیح منابع: از آنجا که هدف اصلی از تسطیح منابع ، تخصیص کارآمد منابع است ، به این ترتیب پروژه می تواند به دو شیوه متفاوت تکمیل شود. از این رو ، سطح بندی منابع می تواند به دو قسمت اصلی تقسیم شود. پروژه هایی که با استفاده از تمام منابع موجود (بدون وجود محدودیت منابع) ، و پروژه هایی که با منابع محدود به انجام می رسند. پروژه هایی که از منابع محدود استفاده می کنند می توانند برای مدت زمانی طولانی تر شوند تا منابع مورد نیاز در دسترس شود. 

مزایا تسطیح منابع: تسطیح منابع به سازمان کمک می کند تا از منابع موجود حداکثر استفاده را ببرد. ایده ای که در مورد سطح بندی منابع وجود دارد ،باعث کاهش اتلاف منابع است یعنی جلوگیری از تخصیص بیش از حد منابع. مدیر پروژه زمانی را که توسط یک منبع استفاده نشده است شناسایی می کند و برای جلوگیری از آن یا استفاده از آن اقداماتی انجام می دهد.
مشکلاتی که توسط استفاده همزمان از منابع پیش می آید:
- تأخیر  در انجام برخی کارها
- مشکل  در اختصاص منابع مختلف
- تأخیرهای  کلی و بیش از حد بودجه پروژه ها
- ایجاد  مشکل در صورت اضافه کردن فعالیت جدیدی
- ایجاد   مشکل در صورت حذف یک فعالیت [۵]

تکنیک های تسطیح منابع: مسیر بحرانی نوع متداولی از تکنیک ها است که مدیران پروژه در مورد سطح بندی منابع استفاده می کنند. مسیر حیاتی نشان دهنده مسیرهای طولانی ترین و کوتاه ترین زمان در نمودار شبکه برای تکمیل پروژه است. با این وجود ، جدا از مفهوم مسیر بحرانی که به طور گسترده مورد استفاده قرار می گیرد ، در صورت خارج شدن کنترل امور ، مدیران پروژه از ردیابی سریع و خرابی استفاده می کنند.
ردیابی سریع به انگلیسی: (fast tracking) - این کار وظایف حیاتی را انجام می دهد. این کار زمان می خرد. ویژگی بارز این تکنیک این است که اگرچه کار برای لحظه ای به پایان رسیده است ، اما امکان کار مجدد بیشتر است.
خرابی به انگلیسی: (crashing) - به اختصاص منابع علاوه بر منابع موجود برای انجام سریعتر کار ، همراه با هزینه اضافی مانند نیروی کار ، تجهیزات و غیره اشاره دارد.
اولویت ها در تسطیح منابع:
1. فعالیتی     اولویت بالاتری دارد که دارای مدت زمان شناوری کوتاهتری باشد (دیرترین زمان شروع آن نسبت به فعالیت های دیگر کوچکتر باشد)
2. هر   گاه دیرترین زمان شروع مساوی باشد، فعالیتی اولویت دارد که مدت زمان اجرای آن  کمتر باشد (زودتر منابع اشغال شده را آزاد کند)
3. اگر   معیار 1 و 2 برابر باشند، اولویت با فعالیتی است که بهتر از منابع استفاده کند (تعداد منابع بیشتری را درگیر میکند)
4. در  صورت برابری هر سه معیار، اولویت با فعالیتی است که تعداد فعالیت های پس نیاز آن بیشتر باشد [۵]